# Ramsey Nasr
Ramsey Nasr (Rotterdam, 28 januari 1974) is een Nederlandse dichter, schrijver, essayist, acteur, regisseur, librettist en vertaler. Hij groeide op in Rotterdam als zoon van een Palestijnse vader en Nederlandse moeder. Hij was de tweede stadsdichter van Antwerpen en was van januari 2009 tot januari 2013 Dichter des Vaderlands van Nederland; in deze functie vervulde Nasr ook het ambassadeurschap van de Turing Nationale Gedichtenwedstrijd.

## Levensloop
Nasr groeide op in Rotterdam, waar hij na de Montessorischool Essenburgsingel het Erasmiaans Gymnasium volgde. Hij doorliep daarna de toneelacademie Studio Herman Teirlinck en sloot zich vervolgens aan bij Het Zuidelijk Toneel. Na een korte toneelcarrière debuteerde hij in 2000 als dichter.
Van 27 januari 2005 tot 26 januari 2006 vervulde hij de functie van stadsdichter van Antwerpen. Op 28 januari 2009 werd hij als opvolger van Driek van Wissen verkozen tot Dichter des Vaderlands.
Nasr snijdt in zijn werk vaak maatschappelijke onderwerpen aan. Als Nederlander van Palestijnse afkomst (zijn vader is Palestijn) spreekt hij zich bijvoorbeeld regelmatig uit over het Israëlisch-Palestijnse conflict. Hij keert zich tegen antisemitisme en Arabierenhaat.
In 2013 pakte hij zijn toneelcarrière weer op en sloot hij zich aan bij Toneelgroep Amsterdam, gevraagd door Ivo van Hove, waar hij debuteerde in het stuk Lange dagreis naar de nacht van Eugene O'Neill. In 2014 speelde hij bij dit gezelschap de rol van Howard Roark in The Fountainhead, naar de gelijknamige roman van Ayn Rand. Voor deze rol ontving hij in 2015 de Louis d'Or.
In 2015 werd hij benoemd tot lid van de Akademie van Kunsten. In 2020 speelde Nasr in de door AVROTROS uitgebrachte dramaserie over de liefdesrelatie tussen Connie Palmen en Ischa Meijer, gebaseerd op Palmens roman I.M., de rol van Ischa Meijer. Voor zijn vertolking ontving hij een Gouden Kalf (Beste acteur televisiedrama).
Nasr is een fervent verzamelaar. Aan de hand van verschillende objecten uit zijn rariteitenkabinet maakte hij voor de NTR de zesdelige serie Dr. Nasrs Wunderkammer, die begin 2023 werd uitgezonden.

## Werkbespreking en opvattingen
In 1995 schreef hij als afstudeerproject aan de Studio Herman Teirlinck De doorspeler. Het is een solo over een eenzame man die denkt dat hij grappig is en toeschouwers probeert op te jutten met poep- en piesgrapjes. Zijn prozadebuut Kapitein Zeiksnor en de twee culturen uit 2004 is in wezen ook een solo. Het betreft één monoloog waarin hij zo lang doorgaat met zijn grappen dat het pijnlijk wordt. Doorslaan in extremen, zo beziet hij de Hollandse cultuur. "Dit volk hangt van paradoxen aan elkaar en het enige waar dit volk één in is, is hysterie. Ik kom in opstand tegen het enorme besef bij de mensen dat ze eeuwenlang van alles hebben gemist en het gevoel dat dat in één mensenleven ingehaald moet worden door het slikken van XTC, bungeejumpen, en LPF stemmen."

## Dichter des Vaderlands
In 2012 komt Nasr met Hier komt de poëzie!, een 7 cd-box met een persoonlijke keuze uit acht eeuwen Nederlandstalige poëzie, door hemzelf voorgedragen. Als hij eind januari 2013 aftreedt als Dichter des Vaderlands, wil hij dit project nalaten om de poëzie toegankelijker te maken voor een groter publiek.

## Prijzen
- 1995: Philip Morris Scholarship Award
- 2000: Taalunie Toneelschrijfprijs voor Geen lied
- 2000: Mary Dresselhuys Prijs voor Geen lied
- 2006: Journalist voor de Vrede - jaarlijkse prijs, ontvangen van het Humanistisch Vredesberaad (HVB). Het juryrapport vermeldde onder meer: "Ramsey Nasr heeft met zijn talenten bijgedragen aan begripsvorming tussen oosterse en westerse culturen door starre vooroordelen kritisch te toetsen. Hij draagt daardoor bij aan een cultuur van vrede, geweldloosheid en rechtvaardigheid."
- 2007: Eredoctoraat wegens algemene verdiensten aan de Universiteit Antwerpen, samen met Tom Lanoye en Bart Moeyaert
- 2012: E. du Perronprijs
- 2013: Gouden Ganzenveer[4]
- 2014: Nominatie Arlecchino voor Lange dagreis naar de nacht bij Toneelgroep Amsterdam
- 2015: Louis d'Or - voor zijn vertolking van Howard Roark in The Fountainhead
- 2019: Louis d'Or - voor zijn vertolking van Jude in de voorstelling Een klein leven van Internationaal Theater Amsterdam
- 2020: Gouden Kalf, 'beste acteur in televisiedrama' - voor zijn vertolking van Ischa Meijer in I.M.

## Als acteur
Film en tv-series
- 1991 - 12 Steden, 13 Ongelukken Ooststellingwerf Winkelen S02E02 - Dennis
- 1995 - Frans en Duits - Frans
- 1998 - Recht op Recht - Meester Goldstein
- 1999 - De Man met de hond - Kees
- 2000 - Mariken - Joachim
- 2001 - Magonia - Memed
- 2001 - Liefje - Erik
- 2002 - Tonino - Tonino
- 2002 - De enclave (over de Val van Srebrenica) - Ibro Hadzic
- 2004 - Armando - Armando
- 2005 - Leef! - Leo
- 2008 - Het echte leven - Martin / Milan
- 2011-2015 Overspel - Pepijn van Erkel
- 2011 - Goltzius and the Pelican Company - Hendrick Goltzius
- 2012 - Süskind - Bijrol
- 2016-2017 - Centraal Medisch Centrum
- 2018 - Over water - Kain
- 2018 - LOIS - Onno van Zuylen
- 2019-heden - Oogappels - Erik Larooi
- 2020 - I.M. - Ischa Meijer
- 2021 - Alles op tafel - Marco
- 2022 - Het jaar van Fortuyn - Ad Melkert
- 2022 - Kerstappels - Erik Larooi
- 2024 - Goudappels - Erik Larooi

Toneelgroep Amsterdam
- 2014 Maria Stuart - Davison
- 2014-'18 The Fountainhead - Howard Roark
- 2015-'17 Kings of War - Henry V, Richmond
- 2015-'18 Husbands and Wives - Gabe
- 2015-'18 De andere Stem - Hoofdrol
- 2016-'18 Romeinse Tragedies - Menenius, Lepidus
- 2018-'19 Een klein leven
- 2019 Dood in Venetië

## Als regisseur
- 2001 - Leven in hel (operette, zelf geschreven)
- 2002 - Il re pastore (opera van Wolfgang Amadeus Mozart, zelf vertaald)
- 2006 - Een totale Entführung (idem)
- 2019 - Dood in Venetië

## Als presentator
- 2023 - Dr. Nasrs Wunderkammer

## Bestseller 60
| Boeken met noteringen in de Nederlandse Bestseller 60 | Jaar van verschijnen | Datum van binnenkomst | Hoogste positie | Aantal weken | Opmerkingen |
| ----------------------------------------------------- | -------------------- | --------------------- | --------------- | ------------ | ----------- |
| Mi have een droom + cd                                | 2013                 | 06-02-2013            | 20              | 2            |             |
| De fundamenten                                        | 2021                 | 31-03-2021            | 2               | 22           |             |

- Bibliothèque nationale de France: cb14562461m (data)
- Digitale Bibliotheek voor de Nederlandse Letteren: nasr002
- Gemeinsame Normdatei: 173389899
- International Standard Name Identifier: 0000 0000 3839 8588
- Library of Congress Control Number: nb99146992
- MusicBrainz: 34331c3a-428a-4bb6-afc3-bfffff6ab600
- Nationale Bibliotheek van Tsjechië: mub20191041649
- Nederlandse Thesaurus van Auteursnamen: 183814886
- Système universitaire de documentation: 163837155
- Virtual International Authority File: 42082866
- WorldCat: E39PBJwXc3VyVQj6v6Y4gbvPwC